# Reisdocument voor vreemdelingen

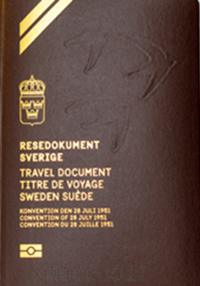
Zweeds reisdocument voor vluchtelingen.

Het reisdocument voor vreemdelingen is een geldig document waarmee een niet-ingezetene of niet-staatsburger toch over de grens van een bepaald land kan reizen, en naar dat land terugkeren.

## Verdragen
De meer dan 140 landen die het Vluchtelingenverdrag hebben ondertekend, moeten aan erkende vluchtelingen een reisdocument uitreiken waarmee die buiten die staat kunnen reizen en naar die staat terugkeren.
Een reisdocument voor staatlozen steunt op het Verdrag betreffende de status van staatlozen.

## België
Een reisdocument voor vreemdelingen wordt aangevraagd bij de gemeente waar de betrokkene zijn/haar permanent verblijf heeft. In een aantal gevallen dient vooraf contact opgenomen te worden met het Commissariaat-generaal voor de Vluchtelingen en de Staatlozen (CGVS) of, in Vlaanderen, het Agentschap Integratie en Inburgering, en is bovendien een voorafgaandelijk akkoord van de FOD Buitenlandse Zaken nodig. De procedure is verschillend voor een erkend vluchteling, staatloze, subsidiair beschermde of andere vreemdeling.

## Andere landen
De documenten verschillen van land tot land, of hebben er andere namen, zoals het Canadian Certificate of Identity (Canada), Japan Re-entry Permit (Japan), Australian Certificate of Identity (Australië, of U.S. re-entry permit (Verenigde Staten).

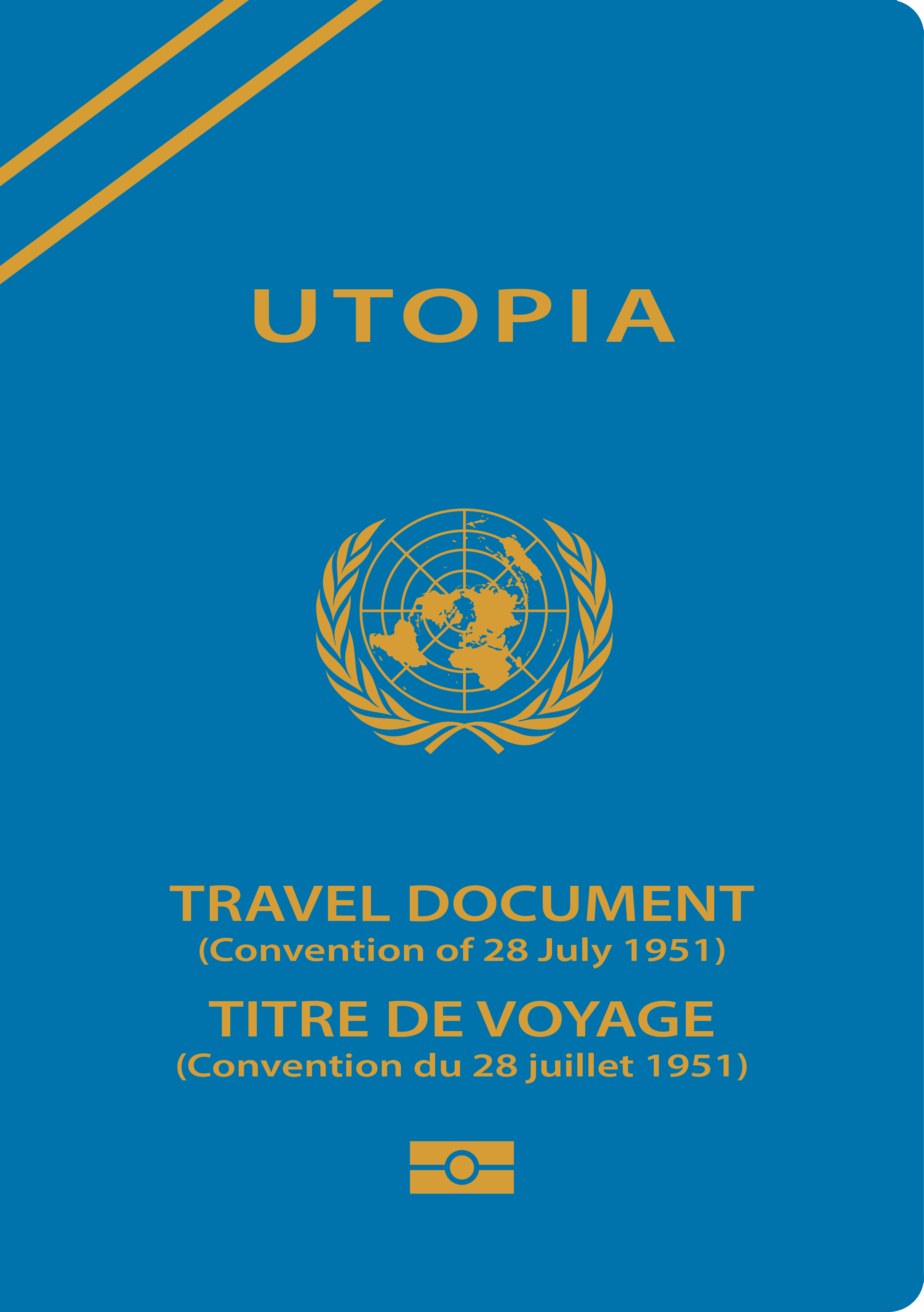
Reisdocument erkende vluchteling
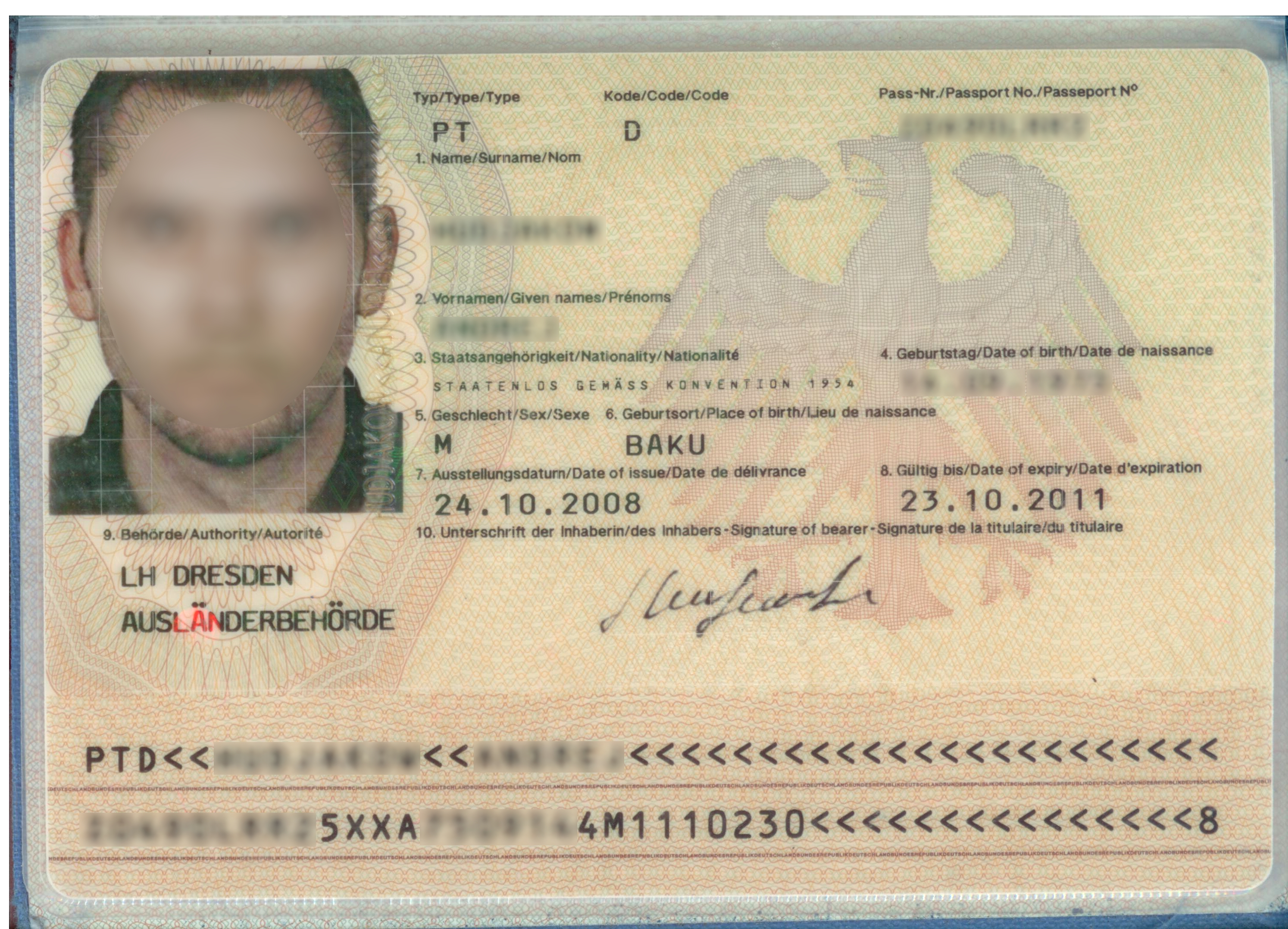
Reisdocument voor staatloze (Duits voorbeeld)
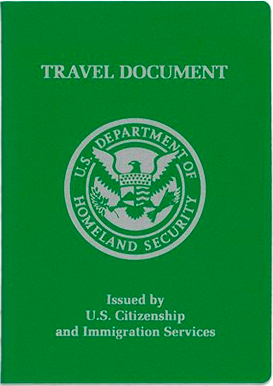
U.S. re-entry permit